# 皮爾森湖
48°1′31″N 11°11′17″E / 48.02528°N 11.18806°E

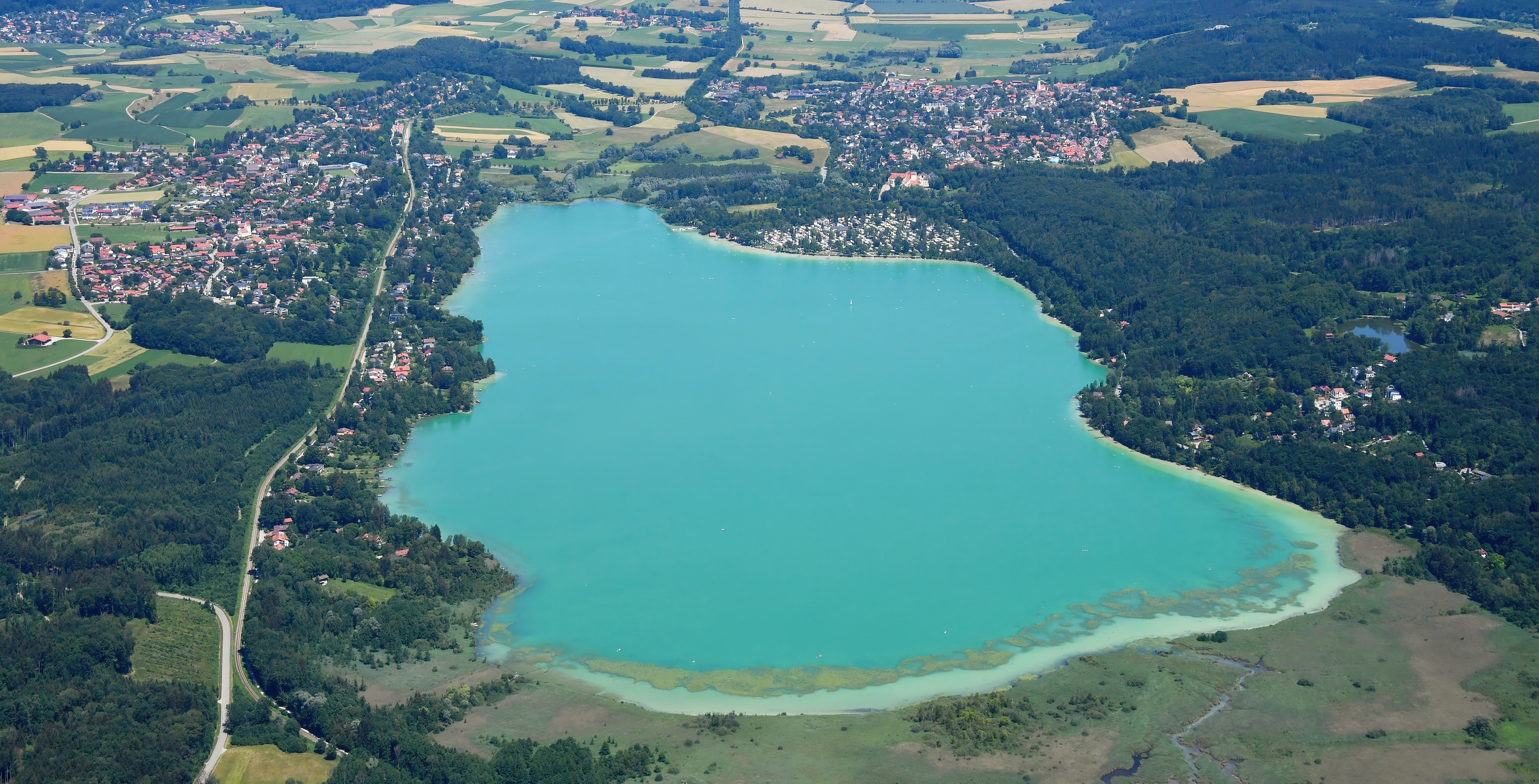

皮爾森湖（德語：Pilsensee），是德國的湖泊，位於該國東南部，由巴伐利亞負責管轄，處於上巴伐利亞行政區，長2.7公里、寬2.0公里，面積2平方公里，海拔高度534米，平均水深9米，最大水深17米，水體容量1,810萬立方米。